# Route nationale 7
Dieser Artikel wurde aufgrund von inhaltlichen Mängeln auf der Qualitätssicherungsseite des WikiProjekts Straßen eingetragen. Dies geschieht, um die Qualität der Artikel aus dem Themengebiet Straßen auf ein akzeptables Niveau zu bringen. Bitte hilf mit, die inhaltlichen Mängel dieses Artikels zu beseitigen, und beteilige dich bitte an der Diskussion!
Die Route nationale 7, kurz N 7 oder RN 7 genannt, ist eine französische Nationalstraße, die zwischen Paris und der Grenze nach Italien verläuft. Sie war auch bekannt als Route des vacances (Ferienstraße) und Route bleue (Blaue Straße).

## Geschichte
Der Straßenverlauf wurde 1824 bis zur Grenze der damaligen Grafschaft Nizza festgelegt. Die Route nationale 7 geht auf die nach Rom führende Route impériale 8 zurück. Die Länge betrug 979 Kilometer.
1828 wurde der Abschnitt zwischen Brignoles und Grasse aus dem Nationalstraßennetz herausgenommen. Die N7 wurde dafür über die Trasse der N95 und einen Teil der N97 nach Antibes geführt. In diesem Bereich wurde die Trasse doppelt nummeriert. Das Stück zwischen Grasse und Antibes wurde der N85 zugeschlagen. Das Stück zwischen Brignoles und Grasse wurde zur D20 (ab 1895 Gc120) des Départements Var. Dieser Teil wurde 1870 durch eine Verlegung der Trasse der N85 auf die D15 nach Cagnes-sur-Mer abgestuft. Damit änderte sich die Länge der N7 auf 963 Kilometer.
1860 wurde sie bis zur italienischen Grenze bei Ventimiglia verlängert, wo sie seit 1928 in die Strada Statale 1 „Via Aurelia“ nach Rom übergeht (1923–1928 unter Strada nazionale 3 „Tirrena Superiore“ mit gleichem Verlauf), da die Grafschaft Nizza Teil von Frankreich wurde. Ihre Länge stieg auf 1005 Kilometer.
Im 19. Jahrhundert wurden im Rhônetal einige Brücken zur N86 auf der anderen Uferseite zu Seitenästen der N7. Diese trugen bis 1933 keine Nummer und wurden dann neu festgelegten Nationalstraßen zugeordnet oder als Seitenäste der N86 ausgewiesen. 1904 wurde zwischen Fréjus und Mandelieu-la-Napoule eine Straße am Mittelmeerufer gebaut und die N7 über diese geführt. 1933 ging dieser Abschnitt an die N98, und die N7 verlief endgültig im Landesinneren über die Trasse der N97. Durch diese Küstenführung stieg in diesem Zeitraum die Länge um 9 Kilometer auf 1014 Kilometer. 1911 wurde die N7 auf der Grande Corniche (oder auch Corniche Supérieure) zur Gc37 abgestuft, da eine neue Trasse etwas unterhalb (Moyenne Corniche) in Bau war, auf die die N7 gelegt werden, sollte. Da sich durch den Ersten Weltkrieg der Bau verzögerte und 1933 eine große Aufstufungsreform stattfand, wurde die Grande Corniche erneut zur N7 und die Moyenne Corniche wurde zur N564. 1933 verschwand die doppelte Nummerierung zwischen Brignoles und Antibes und damit die N97 endgültig. Weiterhin wurde 1933 die alte Führung zwischen Brignoles und Grasse wieder zu Nationalstraßen (554, 562, 557 und 567) aufgestuft. 1973 erfolgte dann die schon 60 Jahre zuvor geplante Verlegung der N7 zwischen Nizza und Menton von der Grande Corniche auf die Moyenne Corniche. Die abgestufte Grande Corniche wurde zur D2564. 2006 wurden mehrere Abschnitte der N7 abgestuft, sodass sie heute nur noch in mehreren Teilstücken existiert. Die Straße führt heute durch das Gelände des Flughafens Orly, wo sie das Empfangsgebäude und die Rollbahnen in einem Tunnel unterquert. Von Nevers bis Moulins soll die N7 künftig durch die A77 ersetzt werden.

## Streckenverlauf
| Position | km    | höchste zulässige Gesamtgeschwindigkeit | Fahrbahnen | Typ                          | Abschnitte                                                        | Breitengrad | Längengrad |
| -------- | ----- | --------------------------------------- | ---------- | ---------------------------- | ----------------------------------------------------------------- | ----------- | ---------- |
| 1        |       | 90                                      | 2          | Beginn an Straße             | N7                                                                | 48.7605     | 2.3684     |
| 2        |       | 90                                      | 2          | Vollständige Anschlussstelle | M.I.N Rungis (Mautstelle) Einkaufszentrum Régioanl de Belle-Epine | 48.7591     | 2.3684     |
| 3        |       | 90                                      | 2          | Vollständiges Kreuz          | N186                                                              | 48.7537     | 2.3684     |
| 4        |       | 90                                      | 2          | Teil-Anschlußstelle          | Orly (D64) - SENIA                                                | 48.7490     | 2.3684     |
| 5        |       | 90                                      | 2          | Teil-Anschlußstelle          | Orly - SENIA - SILIC                                              | 48.7432     | 2.3641     |
| 6        |       | 90                                      | 2          | Teil-Anschlußstelle          | Flughafen Paris-Orly                                              | 48.7397     | 2.3638     |
| 7        |       | 90                                      | 2          | Teilausgebautes Dreieck      | A106                                                              | 48.7328     | 2.3662     |
| 8        |       | 90                                      | 2          | Teil-Anschlußstelle          | Flughafen Paris-Orly                                              | 48.7301     | 2.3675     |
| 9        |       | 90                                      | 2          | Einhausung                   | Aérogare d'Orly-sud                                               | 48.7267     | 2.3693     |
| 10       |       | 90                                      | 2          | Einhausung                   | Pistes de l'aéroport                                              | 48.7216     | 2.3707     |
| 11       |       | 90                                      | 2          | Vollständige Anschlussstelle | Athis-Mons                                                        | 48.7151     | 2.3710     |
| 12       |       | 90                                      | 2          | Ende in Stadt                | Athis-Mons                                                        | 48.7130     | 2.3711     |
| 13       | 231.5 | 110                                     | 2          | Beginn der Autobahn          | A 77 - Nevers                                                     | 46.9571     | 3.1730     |
| 14       |       | 110                                     | 2          | Teil-Anschlußstelle          | Sermoise                                                          | 46.9571     | 3.1730     |
| 15       |       | 110                                     | 2          | Normaler Abschnitt           | Bois du Beau Frère                                                | 46.9285     | 3.1598     |
| 16       |       | 110                                     | 2          | Vollständige Anschlussstelle | Magny-Cours                                                       | 46.8736     | 3.1541     |
| 17       |       | 110                                     | 2          | Normaler Abschnitt           | Moiry                                                             | 46.8459     | 3.1357     |
| 18       | 144   | 110                                     | 2          | Normaler Abschnitt           | La Maison rouge                                                   | 46.8222     | 3.1247     |
| 19       |       | 110                                     | 2          | Vollständige Anschlussstelle | ex-N76 - D2076                                                    | 46.8032     | 3.1198     |
| 20       |       | 110                                     | 2          | Rastplätze                   | Saint-Pierre-le-Moûtier                                           | 46.7905     | 3.1250     |
| 21       |       | 110                                     | 2          | Teil-Anschlußstelle          | Saint-Pierre-le-Moûtier                                           | 46.7848     | 3.1270     |
| 22       |       | 110                                     | 2          | Ende an Straße               |                                                                   | 46.7715     | 3.1333     |
| 23       |       | 110                                     | 2          | Rastplätze                   | Villeneuve-sur-Allier                                             | 46.6512     | 3.2657     |
| 24       |       | 110                                     | 2          | Vollständige Anschlussstelle | Villeneuve-sur-Allier                                             | 46.6512     | 3.2657     |
| 25       |       | 110                                     | 2          | Normaler Abschnitt           | Avrilly                                                           | 46.6290     | 3.2835     |
| 26       |       | 110                                     | 2          | Vollständige Anschlussstelle | Avermes                                                           | 46.5981     | 3.3078     |
| 27       |       | 110                                     | 2          | Teil-Anschlußstelle          | Einkaufszentrum                                                   | 46.5914     | 3.3240     |
| 28       |       | 110                                     | 2          | Vollständige Anschlussstelle |                                                                   | 46.5887     | 3.3412     |
| 29       |       | 110                                     | 2          | Vollständige Anschlussstelle | Yzeure/N2079                                                      | 46.5781     | 3.3781     |
| 30       | 11    | 110                                     | 2          | Vollständige Anschlussstelle | Yzeure/D12                                                        | 46.5416     | 3.3813     |
| 31       | 15    | 110                                     | 2          | Vollständige Anschlussstelle | ZI Yzeure Moulins (süd)                                           | 46.5263     | 3.3505     |
| 32       | 19    | 110                                     | 2          | Teil-Anschlußstelle          | Toulon-sur-Allier                                                 | 46.5032     | 3.3568     |
| 33       |       | 110                                     | 2          | Vollständige Anschlussstelle | N79 "RCEA"                                                        | 0.0000      | 0.0000     |
| 34       |       | 110                                     | 2          | Vollständige Anschlussstelle | Bessay-sur-Allier                                                 | 0.0000      | 0.0000     |
| 35       |       | 110                                     | 2          | Rastplatz                    | la Ferté-Hauterive                                                | 0.0000      | 0.0000     |
| 36       |       | 110                                     | 2          | Vollständige Anschlussstelle | la Ferté-HauteriveSaint-Loup-sur-Semouse                          | 0.0000      | 0.0000     |
| 37       |       | 110                                     | 2          | Vollständige Anschlussstelle | Varennes-sur-Allier/Saint-Pourçain-sur-Sioule                     | 46.3244     | 3.3795     |
| 38       |       | 110                                     | 2          | Vollständige Anschlussstelle | Varennes-sur-Allier-Vichy                                         | 46.2995     | 3.4255     |
| 39       |       | 110                                     | 2          | Rastplätze                   | Langy                                                             | 0.0000      | 0.0000     |
| 40       |       | 110                                     | 2          | Vollständige Anschlussstelle | Saint-Gérand-le-Puy                                               | 0.0000      | 0.0000     |
| 41       |       | 110                                     | 2          | Teil-Anschlußstelle          | D907 -Lapalisse                                                   | 46.2417     | 3.6183     |
| 42       |       | 110                                     | 2          | Raststätte                   | Lapalisse                                                         | 46.2406     | 3.6205     |
| 43       |       | 110                                     | 2          | Brücke                       | Besbre                                                            | 46.2293     | 3.6495     |
| 44       |       | 110                                     | 2          | Vollständige Anschlussstelle | D990 - Saint-Prix/Le Donjon                                       | 46.2192     | 3.6778     |
| 45       |       | 90                                      | 2          | Vollständige Anschlussstelle | Saint-Martin-d’Estréaux                                           | 46.2184     | 3.7854     |
| 46       |       | 110                                     | 1          |                              | Saint-Martin-d’Estréaux                                           | 0.0000      | 0.0000     |
| 47       |       | 110                                     | 2 (3)      | Rastplatz                    | la Gauthière                                                      | 0.0000      | 0.0000     |
| 48       |       | 110                                     | 3          | Rastplatz                    | Château-Grignon                                                   | 0.0000      | 0.0000     |
| 49       |       | 110                                     | 3          | Vollständige Anschlussstelle | La Pacaudière                                                     | 46.1908     | 3.8588     |
| 50       |       | 110                                     | 2          | Vollständige Anschlussstelle | D8 Changy                                                         | 46.1406     | 3.8997     |
| 51       |       | 110                                     | 2          |                              | Ende an Straße                                                    | 46.1327     | 3.9032     |
| 52       |       | 110                                     | 2          | Rastplätze                   | Saint-Forgeux-l Espinasse                                         | 0.0000      | 0.0000     |
| 53       |       | 110                                     | 2          | Vollständige Anschlussstelle | Saint-Germain-Lespinasse                                          | 46.1063     | 3.9680     |
| 54       |       | 110                                     | 2          | Vollständige Anschlussstelle | Les Baraques                                                      | 0.0000      | 0.0000     |
| 55       |       | 110                                     | 2          | Vollständige Anschlussstelle | Mably                                                             | 46.0656     | 4.0553     |
| 56       |       | 110                                     | 2          | Teil-Anschlußstelle          | Mably                                                             | 46.0615     | 4.0651     |
| 57       |       | 110                                     | 2          | Vollständige Anschlussstelle | Rocade de Roanne                                                  | 46.0537     | 4.0790     |
| 58       |       | 110                                     | 2          | Vollständige Anschlussstelle | D482                                                              | 46.0485     | 4.0870     |
| 59       |       | 110                                     | 2          | Brücke                       | Loire                                                             | 46.0446     | 4.0927     |
| 60       |       | 110                                     | 2          | Teil-Anschlußstelle          | Le Perreux                                                        | 46.0357     | 4.1000     |
| 61       |       | 110                                     | 2          | Vollständige Anschlussstelle | Le Perreux                                                        | 46.0325     | 4.1006     |
| 62       |       | 110                                     | 2          | Teil-Anschlußstelle          | Le Coteau                                                         | 46.0175     | 4.1026     |
| 63       |       | 110                                     | 2          | Teil-Anschlußstelle          | Notre-Dame-de-Boisset                                             | 45.9941     | 4.1153     |
| 64       |       | 110                                     | 2          | Teil-Anschlußstelle          | Saint-Cyr-de-Favières                                             | 45.9753     | 4.1269     |
| 65       |       | 110                                     | 2          | Ende der Autobahn            | N82 (Saint-Étienne)/Tarare/Lyon                                   | 45.9689     | 4.1337     |
| 66       |       | 90                                      | 1          | Beginn an Kreisverkehr       | Bourg-lès-Valence (le Plateau)                                    | 44.9664     | 4.8870     |
| 67       |       | 110                                     | 2          | Vollständige Anschlussstelle | Bourg-lès-Valence (le Plateau)                                    | 44.9650     | 4.9104     |
| 68       |       | 90                                      | 1          | Kreisverkehr                 | D532 Valence les Couleures                                        | 44.9544     | 4.9325     |
| 69       |       | 50                                      | 1          | Beginn der Autobahn          | N 532 Romans-sur-Isère-Grenoble-Genf                              | 44.9528     | 4.9353     |
| 70       |       | 110                                     | 2          | Vollständige Anschlussstelle | Valence Briffaut - Chabeuil                                       | 44.9190     | 4.9414     |
| 71       |       | 110                                     | 2          | Vollständige Anschlussstelle | Malissard                                                         | 44.9038     | 4.9244     |
| 72       |       | 110                                     | 2          | Vollständige Anschlussstelle | Valence Lautagne                                                  | 44.9036     | 4.9116     |
| 73       |       | 90                                      | 2          | Vollständige Anschlussstelle | Crest-Gap-Montélimar                                              | 44.9035     | 4.8843     |
| 74       |       | 90                                      | 2          | Vollständige Anschlussstelle | Valence (Stadt)                                                   | 44.9047     | 4.8817     |
| 75       |       | 110                                     | 2          | Ende der Autobahn            | A 7 (Ausfahrt 15)                                                 | 44.9049     | 4.8813     |

## N 7a
Die erste N7A entstand 1860 auf der unteren Küstenstraße zwischen Nizza und Roquebrune-Cap-Martin parallel zur N7, als die Grafschaft Nizza Teil von Frankreich wurde. 1933 wurde eine neue N7A innerhalb von Fontainebleau ausgeschildert, da die Hauptachsen am Stadtrand entlanggeführt wurden. Diese wurde 1973 abgestuft und ist heute eine Kommunalsstraße. Von 1962 bis 1978 gab es eine zweite N7A in Montélimar. Diese wurde Teil der N7 und dann 1981 abgestuft.

## N 7b
Die Route nationale 7B, kurz N 7B oder RN 7B, war von 1933 bis 1973 ein Seitenast der N7 innerhalb von Fontainebleau. Sie ist heute Teil der D417.

## N 7c
Die N 7C war ein 1933 festgelegter Seitenast der N7, der von Lapalisse aus zur N106 bei Bost verlief. Von 1824 bis 1933 trug sie die Nummer N7bis und die Länge betrug 14,5 Kilometer. 1950 wurde sie ab Billezois nach Magnet zur N106 verlegt. Dabei sank die Länge auf elf Kilometer. Die alte Trasse wurde von der N106B übernommen. Heute trägt die Straße die Nummer D907 und der Abschnitt der ehemaligen N106B die Nummer D906B.

## N 7d
Die Route nationale 7D, kurz N 7D oder RN 7D, war von 1933 bis 1957 ein Seitenast der N7, der in Lyon-Vaise die N7 (Kreisel am heutigen Metrohalt Valmy) mit der N6 über Rue Marietton und den Quai Jaÿr die verband. Er wurde Teil der N89, die über eine Trasse der N7 zur N6 verlängert wurde, als diese auf die N7E verlegt wurde. 1960 wurde die Nummer für die Verbindung zwischen der Anschlussstelle 12 der A6 und der N7 verwendet. Diese trägt seit 1978 die Nummer N337. 1963 erfolgte eine Doppelbelegung der Nummer mit einem kurzen Straßenstück bei Valance (Avenue de Provence) im Zusammenhang mit der Eröffnung der A7. Sie wurde 1978 zur N507 und ist mittlerweile abgestuft.

## N 7e
Die Route nationale 7E, kurz N 7E oder RN 7E, war von 1933 bis 1957 ein Seitenast der N7, der von Tassin-la-Demi-Lune zur N86A auf dem Quai Fluchiron in Lyon verlief. Er wurde 1957 Teil der N7. Von 1963 bis 1973 gab es erneut eine N7E. Diese verlief zwischen der Anschlussstelle Fontainebleau der A6 und der N7 bei Barbizon. 1978 wurde sie zur N37 umnummeriert und 2006 teilweise abgestuft.

## N 7f
Die N 7F war von 1933 bis 1978 ein Seitenast der N7, der die Führung der N7 über Avignon abkürzte. Sie verlief zwischen Le Pontet und Avignon-Montfavet. 1978 wurde sie in N107 umgenummert, und 2006 erfolgte die Abstufung der Straße. Ihre Länge betrug 6 Kilometer.

## N 7g
Die Route nationale 7G, kurz N 7G oder RN 7G, war von 1933 bis 1973 ein Seitenast der N7, der in Nizza von dieser abzweigte und zum Bahnhof der Stadt über die Avenue Jean Médecin verlief. Sie ist heute eine Kommunalstraße.

## N 7h
Die Route nationale 7H, kurz N 7H oder RN 7H, war 1933 die Bezeichnung für einen Seitenast der N7A, der 1860 entstand, aber keine Bezeichnung bekam. Er wurde im gleichen Jahr noch zur N559D nummeriert. Sie ist seit 1973 eine Kommunalstraße. Sie verlief in Villefranche-sur-Mer zu einem Hafen und umfasste dabei die heutige Avenue Sadi Carnot und den Boulevard de l'Impératrice Alexandra Feodorovna. 1964 wurde eine neue N7H festgelegt. Sie zweigte in Menton von der N7 ab und verlief zur italienischen Grenze, wo sie in die SS1dir, einen Seitenast der Strada Statale 1, überging. 1978 wurde sie zur N327 umnummeriert und 2006 zur D6237 abgestuft.

## N 7i
Die Route nationale 7I, kurz N 7I oder RN 7I, war 1933 die Bezeichnung für einen Seitenast der N7A, der 1860 entstand, aber keine Bezeichnung bekam. Er wurde im gleichen Jahr noch zur N559E nummeriert. Seit 1973 ist sie eine Kommunalstraße. Sie verlief in Villefranche-sur-Mer zu einem Hafen über die Avenue du Général de Gaulle.

## N 7r
Die Route nationale 7R, kurz N 7R oder RN 7R, wurde ab 1973 als Ostumgehung von Avignon in Betrieb genommen. Die Straße wurde auch als N1007 bezeichnet. 2006 erfolgte ihre Abstufung zur D907.

## N 7bis
Die erste N7bis wurde als Verknüpfung zwischen der N7 in Lapalisse und der N106 bei Bost 1824 festgelegt. 1933 wurde sie zur N7C umgenummert. Weiteres zu dieser befindet sich im Artikel Route nationale 7bis. 1983 wurde der neuen Nordumgehung von Antibes die Nummer N7bis vergeben, die auch als N1007 bezeichnet wurde. Diese trägt seit 2006 die Nummer D6107 und soll künftig verlängert werden.

## N207
Die N207 war ab 1978 die neue Nummer für die N564A, die somit zum Seitenast der N7 wurde. Sie verlief zwischen Cap-d'Ail und Monaco. 2006 wurde sie abgestuft und sie trägt heute die Nummer D6307.

## N 1007
Die Route nationale 1007, kurz N 1007 oder RN 1007, ist ein Seitenast der N 7, die eine Südumgehung von Avignon bilden soll. Der erste Abschnitt ging 2010 in Betrieb. Zuvor gab es die Nummer von 1973 bis 2006 für die Ostumgehung von Avignon, die auch unter N7R lief und heute die D907 ist; als Verbindung von der Anschlussstelle 35 der A8 zur N 7 (heute D1007); sowie von 1983 bis 2006 für die Nordumgehung von Antibes, die auch als N7bis bezeichnet wurde und heute als D6107 ausgezeichnet ist.

## N 2007
Die Nummer N2007 wurde an 11 Stellen für die alte Trasse der N7 verwendet, wenn diese jeweils auf eine Umgehungsstraße gelegt wurde. Sie kamen in den 1990er Jahren auf und wurden alle 2006 abgestuft. Es handelt sich dabei um diese (in Klammern Département und heutige Nummer):
- Ortsdurchfahrt von Montargis (Loiret – D2107)
- Ortsdurchfahrt von Briare (Loiret – D2107)
- Ortsdurchfahrten von Moulins und Toulon-sur-Allier (Allier – D707)
- Ortsdurchfahrt von Lapalisse (Allier – D2007)
- Ortsdurchfahrt von Roanne (Loire – D207)
- Ortsdurchfahrt von Vienne (Isère – D1007)
- Ortsdurchfahrt von Péage-de-Roussillon (Isère – D1007)
- Ortsdurchfahrt von Saint-Rambert-d'Albon (Isère und Drôme – D807)
- Ortsdurchfahrt von Valance (Drôme – D200N)
- Flughafen Avignon (Vaucluse – VC / durch Flughafengelände unterbrochen)
- Ortsdurchfahrt von Mandelieu (Alpes-Maritimes – D6207)

## Publikationen
- C´était la Nationale 7, La Route Bleue, La Nationale 6. Thierry Dubois, Editions Paquet
- In die Sonne, in die Ferne. Auf einer Straße der Sehnsucht ans Mittelmeer. Michael O.R. Kröher, Wolfgang Groeger-Meier, Verlagshaus Römerweg
- Langzaam door Frankrijk. Peter Jacobs, Erwin De Decker, uitgeverij Lannoo (niederländisch)

## Filme
- ARTE Karambolage 436 vom 14. Juni 2017

## Trivia
- In seinem Chanson Nationale 7 besingt Charles Trenet die Route Nationale und die Ferienfreuden.
- Im Band VI Tour de France nehmen Asterix und Obelix für den Weg von Lugdunum (Lyon) nach Nicae (Nizza) die „Römerstraße VII“ und landen prompt im Urlauberstau.